# Hamza Yacef
Hamza Yacef (ur. 25 sierpnia 1979 w Algierze) – algierski piłkarz grający w zespole MO Constantine.
Yacef od młodych lat związany był z klubem z rodzinnego miasta: USM Algier. Dopiero w 2001 roku zmienił barwy po raz pierwszy, a klubem który go zakontraktował był NA Hussein Dey. W Hussein Dey grał przez 4 lata i po raz kolejny zmienił barwy, tym razem do JS Kabylie, gdzie miał jak dotąd najkrótszy staż. Latem 2007 roku przeniósł się do Wydadu Casablanca, a w 2008 roku do MC Algier. Od 2009 do 2010 roku grał w MSP Batna. Następnie grał w CS Constantine, a w 2011 trafił do MO Constantine.
Jeżeli chodzi o reprezentację, Hamza zadebiutował w niej 5 czerwca 2005 roku meczem z Angolą.